# Hotel auf dem Ozean
Hotel auf dem Ozean ist ein US-amerikanisches Filmdrama aus dem Jahr 1933 von Lothar Mendes mit George Brent und Zita Johann in den Hauptrollen. Der Pre-Code-Film wurde von Paramount Productions produziert und basiert auf dem Roman Die Überfahrt von Gina Kaus.

## Handlung
Dr. Karl Bernhard geht an Bord des Ozeandampfers „Germania“, der von Bremen nach New York unterwegs ist, um sich mit seiner Frau Sybil zu versöhnen, die ihn ohne Erklärung verlassen hat. Der Schiffsarzt Dr. Veith übergibt seinen Posten vorübergehend an Karl, da es für Karl zu spät ist, eine Passage zu kaufen. Schwester Morgan begleitet Karl auf seiner Runde, bei der er die alte Mrs. Webber behandelt, die auf eine dringend nötige Operation verzichtete, damit sie sich eine Passage in der dritten Klasse leisten konnte, um ihren Sohn in New York zu besuchen. Zu den Passagieren im Zwischendeck gehören Edward Thorndyke, ein ehemaliger Fabrikant, der wegen Unterschlagung im Gefängnis saß, und die attraktive Blondine Milli Lensch, die unbedingt in die erste Klasse aufsteigen will. 
Als das Schiff im französischen Cherbourg anlegt, geht Sybil mit ihrem Geliebten, dem reichen Reeder Alex Stevenson, an Bord. Kurze Zeit später rettet Karl einer Frau das Leben, die über Bord gefallen ist, und erregt damit die Bewunderung der unterkühlten Schwester Morgan. Er eilt zu Sybils Kabine, doch sie verweigert ihm den Zutritt. Hysterisch bittet Sybil Alex um Hilfe, um Karl loszuwerden, doch dem ist ihr Problem gleichgültig, weil er gerade die schöne Opernsängerin Luise Marheim kennengelernt hat. Nachdem Karl erfolgreich ein Baby zur Welt gebracht hat, stellt er Sybil zur Rede und schlägt Alex nieder. Alex ist an ihren häuslichen Problemen nicht interessiert und verlässt Sybil. In der Zwischenzeit verrät Milli den Zwischendeckpassagieren einen Börsentipp, den sie von ihrem neuen Freund erfahren hat, der ihn wiederum von Alex gehört hat. Die Zwischendeckpassagiere drängen Thorndyke dann, ihre letzten Pfennige für sie zu investieren. 
Nachdem Sybil heimlich Karls Waffe gestohlen hat, schwört sie, das Leben von Karl und Schwester Morgan zu zerstören, weil sie eifersüchtig ist, dass die beiden sich verliebt haben. Sybil erschießt Alex, während er ihr einen Scheck ausstellt, und Karl nimmt die Schuld auf sich. Der Mord an Alex lässt die Aktien abstürzen, aber Thorndyke hat das Geld nie investiert, sodass das dürftige Vermögen der Zwischendeckpassagiere gerettet ist. Schwester Morgan gesteht Karl, dass sie „für alle Ewigkeit verdammt“ sei, weil ihre Kinder Jahre zuvor bei einem Selbstmordversuch gestorben, sie aber überlebt habe. Sybil begeht Selbstmord, nachdem sie ein Geständnis hinterlassen hat, das Karl entlastet. Karl und Schwester Morgan beginnen nun ein neues gemeinsames Leben, als das Schiff in New York anlegt.

## Hintergrund
Laut dem Programmheft des Films war die Reederei Norddeutscher Lloyd in beratender Funktion tätig.
Travis Banton war für das Kostümbild zuständig. William C. Mellor arbeitete als einfacher Kameramann unter Chefkameramann Victor Milner.

## Veröffentlichung
Die Premiere des Films fand am 3. Februar 1933 statt. Im Dezember 1933 kam er im Deutschen Reich in die Kinos. In Österreich wurde er unter dem Titel Die schwimmende Stadt gezeigt.

## Kritiken
Mordaunt Hall schrieb in der The New York Times, dass die Einblicke auf das offene Meer und andere in die Salons und Kabinen der ersten und dritten Klasse auf dem Schiff den Wert dieser Produktion zweifellos steigern, aber leider werden weder die Geschichte noch die Dialoge den Erwartungen gerecht. Dennoch biete dieser Film in seiner groben Art eine gewisse Spannung, und es gebe ein oder zwei kompetente Auftritte der Hauptdarsteller. Die Charaktere seien jedoch ein seltsamer Haufen. Regisseur Mendes habe sich offensichtlich nicht von dem ihm vorgelegten Drehbuch inspirieren lassen und schaffe es nicht, nach dem ersten Viertel des Films mehr als eine zufällige Vorstellung von der Bewegung des Schiffes zu vermitteln. Der Versuch, Leichtigkeit zu erzeugen, sei schwach und die uhrwerkartige Manipulation der Geschehnisse sei oft ziemlich ermüdend.
Im Motion Picture Herald wurde bemängelt, dass es an dramatischem oder romantischem Reiz fehle und es Unzulänglichkeiten gebe, die sowohl in der Regie als auch in der Schauspielerei auftreten. Die Geschichte habe eine gewisse Originalität, die jedoch nicht optimal genutzt werde.